# Musée de la civilisation

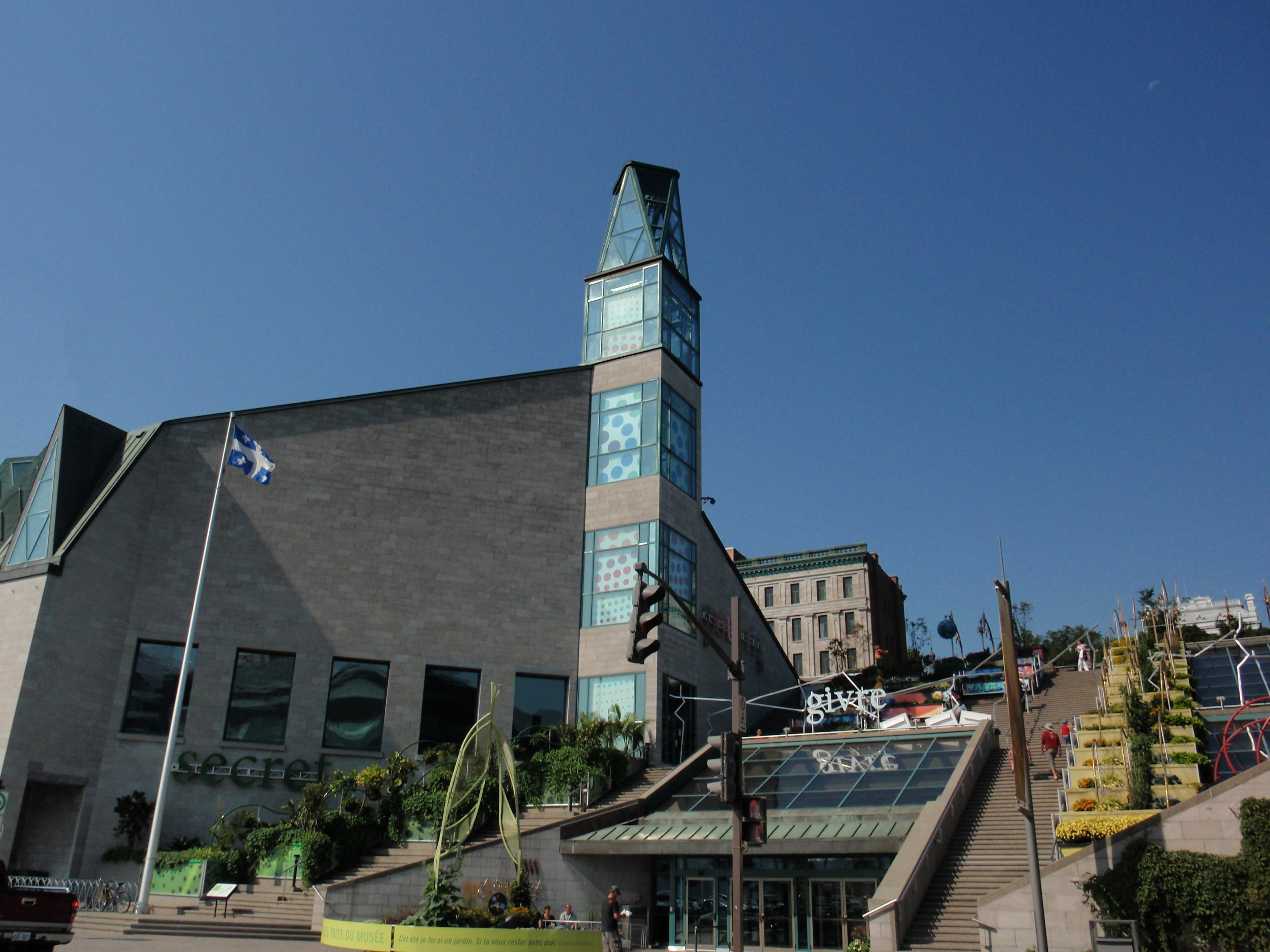
Außenansicht des Hauptgebäudes

Das Musée de la civilisation ist ein Museum in der kanadischen Stadt Québec. Es befindet sich an der Rue Dalhousie in der Unterstadt, zwischen der Place Royale und dem alten Hafen. Dieses „Zivilisationsmuseum“ bietet Dauerausstellungen zur Kulturgeschichte Québecs und der Ureinwohner, hinzu kommen Wechselausstellungen zu unterschiedlichen zeitgenössischen und historischen Themenbereichen. Das am 19. Dezember 1988 eröffnete Museum ist Teil des Verbunds Les Musées de la civilisation.

## Gebäude
Das 1988 fertiggestellte Hauptgebäude entstand nach Plänen des israelischen Architekten Mosche Safdie. Es handelt sich um eine moderne Konstruktion aus Beton, Glas und Stahl, die mit ihrer Dachform und dem Turm Bezug auf die historische Umgebung der Unterstadt nimmt. In den Museumskomplex sind zwei Gebäude in der parallel verlaufenden Rue Saint-Pierre integriert.

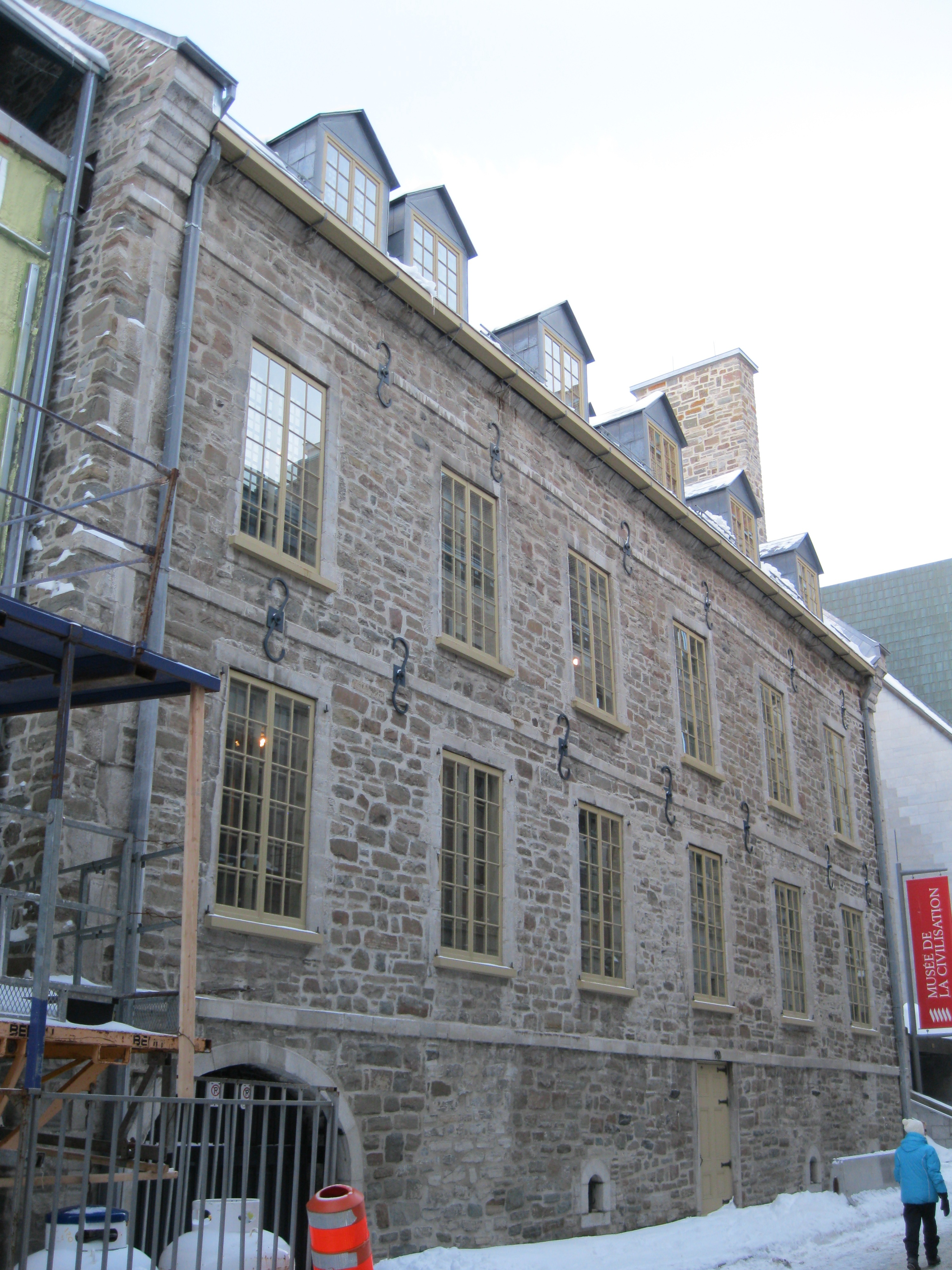
Maison Guillaume-Estèbe

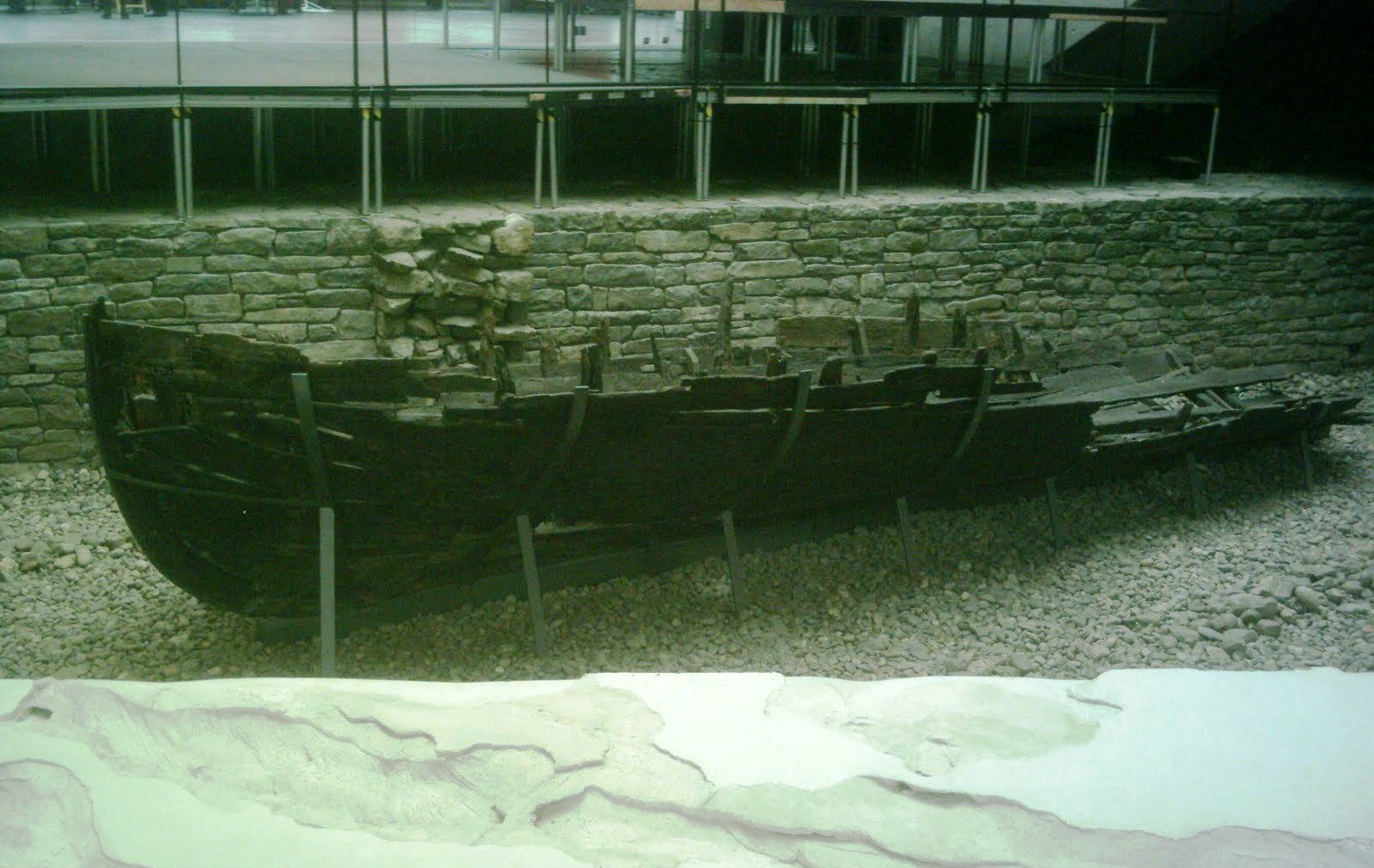
Die rund 250 Jahre alte Schaluppe

Das Gebäude entstand 1752 für den vermögenden Händler Guillaume Estèbe, der Mitglied der französischen Kolonialverwaltung war. Das Grundstück lag damals am Ufer des Sankt-Lorenz-Stroms, durch Aufschüttung konnte Land hinzugewonnen werden. Bei der Belagerung von Québec im Jahr 1759 blieb das Haus unversehrt. Zwei Jahrhunderte lang diente es verschiedenen Handelsunternehmen. 1959 wurde es von der Provinzregierung erworben und ein Jahr später unter Denkmalschutz gestellt. Während der Restaurierung in den 1980er Jahren fand man eine Schaluppe aus der Mitte des 18. Jahrhunderts, die heute im Museum ausgestellt wird. Aus dem Jahr 1812 stammt das ehemalige Bankgebäude der Banque de Québec. Die Regierung erwarb das Neorenaissance-Bauwerk im Jahr 1960.

## Ausstellung
Unter den Dauerausstellungen finden sich Le Temps des Québécois, eine Ausstellung zur Geschichte der Stadt, dann eine Dauerausstellung zu den First Nations (premières nations) unter dem Titel Nous, les premières nations, sowie eine Ausstellung zur gesamten Provinz unter dem Titel Territoires. Daneben finden zeitlich begrenzte Ausstellungen statt, die sich mit Weltkulturen, wie etwa dem alten Ägypten, der Entwicklung der Städte, der Rolle des Goldes für die Geschichte Amerikas, mit Neufrankreich, aber auch mit indonesischer Musik, mit der Filmgeschichte befassen.
Wie die meisten Museen, so baut auch das Québecer Museum Online-Ausstellungen auf, wie etwa zur Place Royale, dem ältesten Platz der Stadt, oder zur Frage, was einen Amerikaner ausmacht.